# Jean-Robert Ipoustéguy
Ipoustéguy (monónimo de Jean Robert, Dun-sur-Meuse, 6 de enero de 1920-ibídem, 8 de febrero de 2006) fue un escultor y pintor francés.

## Datos biográficos
En 1937, asistió a clases nocturnas en la ciudad de París. Renunció por entonces a su nombre, Robert, para adoptar el de su madre, Ipoustéguy.
Comenzó su formación artística en 1938 en el taller del artista Robert Lesbounit  .

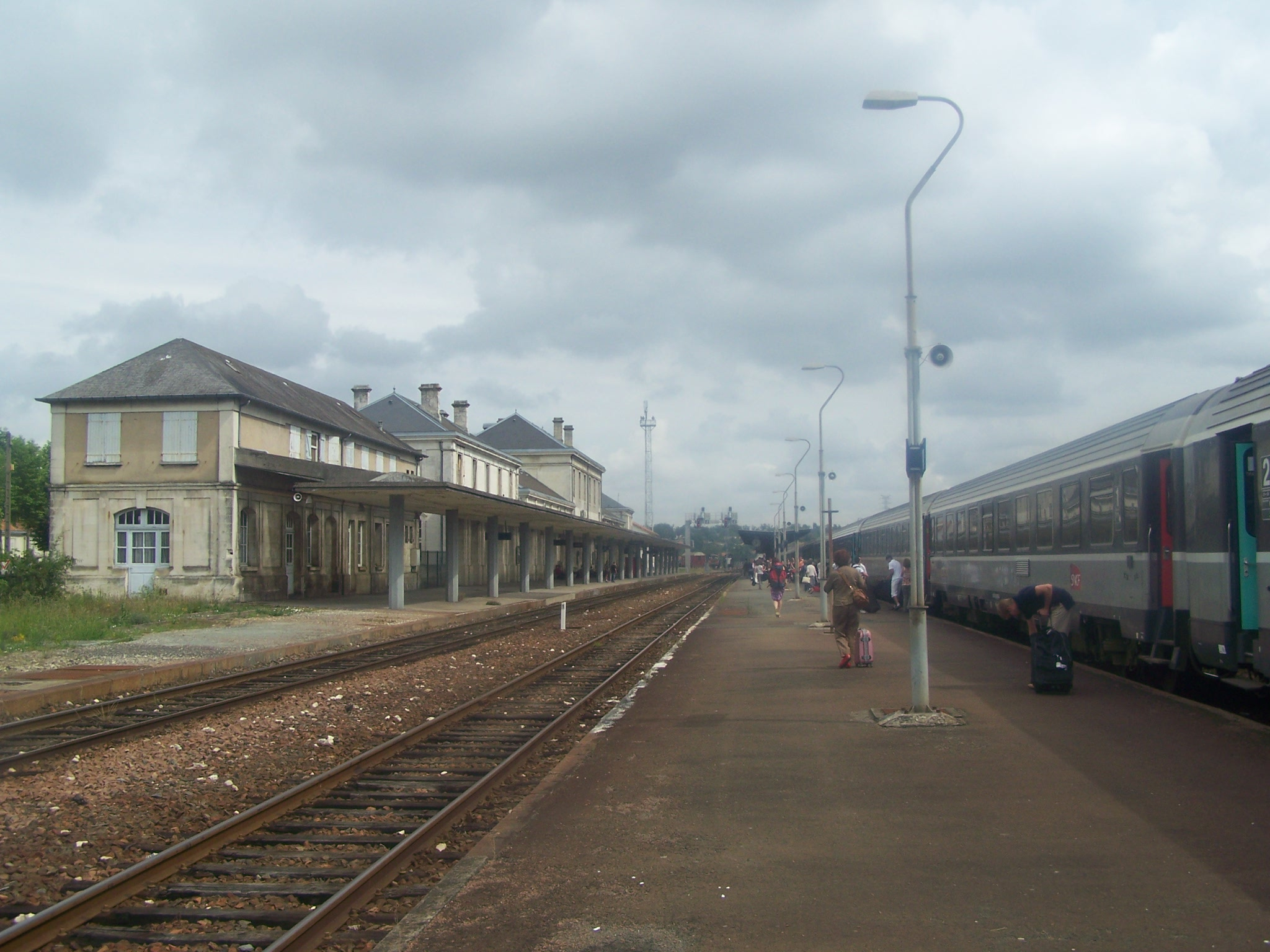
Estación de Saintes.

Reacio a realizar el Servicio del Trabajo Obligatorio (STO) durante la ocupación alemana de Francia, encontró trabajo en la estación de trenes de Saintes. Allí escapó de la muerte durante un bombardeo gracias a un soldado alemán que le abrió la puerta de un búnker. Posteriormente donó a la ciudad de Saintes la escultura titulada "la casa de Lenin"- La maison de Lénine-, visible desde la estación.
En 1948, participó, siguiendo los deseos de su maestro Robert Lesbounit en una cooperativa de trabajo en equipo, inspirada en los canteros medievales. Hicieron dos frescos en la iglesia de Santiago el Mayor en la calle Gabriel Péri de Montrouge.48°49′5″N 2°19′13″E / 48.81806, 2.32028
Abandonó la pintura en 1953 para centrarse en la escultura, el dibujo y la escritura. Trabajó desde entonces en su estudio situado en el distrito de las Góndolas de Choisy-le-Roi, al sur de París.
Henri-Georges Adam le presentó en el salón de mayo de París.
En 1962, se unió a la galería Claude Bernard de París, donde permaneció veintidós años.
En 1971, construyó un conjunto de estatuas monumentales en el Instituto Laue-Langevin - 45°12′21″N 5°41′35″E / 45.20583, 5.69306- en Grenoble, unidas bajo el título de "hombre forzando la unidad" (Homme forçant l'unité).
Hizo "Hydrophage" , una escultura encargada por el Ayuntamiento de París en 1975, que está en exhibición permanente en el muelle St Bernard, espacio del Museo de esculturas al aire libre de la ciudad.
En 1979, la ciudad de Berlín encargó a Ipoustéguy construir ante el Palacio Internacional de Congresos -Internationales Congress Centrum Berlin en alemán- el mayor grupo escultórico ejecutado desde la guerra: "El hombre construye su ciudad".
En 1982, produjo una serie de cuatro esculturas, incluyendo una mención a Louise Labé en la Plaza Louis Pradel de Lyon. 45°46′5″N 4°50′12″E / 45.76806, 4.83667
En 1985, en la plaza Père Teilhard de Chardin, frente a la Biblioteca del Arsenal de París -Bibliothèque de l'Arsenal en francés 48°51′01″N 2°21′48″E / 48.85028, 2.36333- , instaló el nhomenaje al escritor Rimbaud titulado  L'Homme aux semelles devant.
En 1987, construyó la fuente Béraudier, en la plaza del mismo nombre de Lyon que es el espacio principal de acceso a la estación de Lyon-Part-Dieu. 45°45′38″N 4°51′31″E / 45.76056, 4.85861
En 1986, participó en una exposición colectiva en la Galería DM Sarver. Esta sería la primera de una serie de colaboraciones con esta galería, en la que presentó en 1988  la muestra individual titulada  "Acuarelas y Frutas" - Aquarelles et Fruits.
En 1989, fue instala en el Parque Jean Moulin en Bagnolet, al noreste de París, la obra monumental "A la Salud de la Revolución" - À la santé de la Révolution-,  con motivo del bicentenario de la revolución francesa. Es el tema para el libro "Artcs et Traits" en el que se incluyen una serie de dibujos realizados entre 1985 y 1988, y que fue co-publicado por Cercle D'art y DM SARVER. Esta Galería representó en el Salón SAGA de 1990.
En 1991, ejecutó la "estatua-columna Nicolas Appert" en Châlons-en-Champagne, obra encargada por la Asociación Internacional Nicolas Appert.
En 1992, erigió una estatua de bronce de 8 metros de altura titulada Protección de la vida - Protection de la vie- en el Hospital de Osnabrück.
En 1994, instaló en la iglesia de Dun-sur-Meuse la escultura monumental Muerte del Obispo Neumann, obra que había sido realizada en 1976 y rechazada por los estadounidenses.
En 1999, instaló la escultura de metal Puerta del Cielo (Porte du Ciel), en la iglesia de San Alberto Magno de Brunswick, y una estatua monumental Cielo, Sol, Luna (Ciel, Soleil, Lune) en Salzgitter. 
Algunas de sus obras fueron presentadas en Bar-le-Duc y en el Centro Cultural Ipoustéguy , y en Dun-sur-Meuse se ofrece una hermosa colección, especialmente mármoles.
Su cuerpo fue enterrado el 14 de febrero de  2006 en el cementerio de Montparnasse (división 16). Sobre su tumba figura una de sus esculturas: Eros dormido (Erose en sommeil).